# Eudolus quadrinaevulus
Eudolus quadrinaevulus är en skalbaggsart som beskrevs av Edmund Reitter 1892. Eudolus quadrinaevulus ingår i släktet Eudolus och familjen Aphodiidae. Inga underarter finns listade i Catalogue of Life.